# Jean Ray
Jean Ray es el seudónimo más usado de Jean Raymond Marie de Kremer (8 de julio de 1887 - 17 de septiembre de 1964), escritor belga de relatos de terror y fantásticos.
Su vida fue una constante aventura. Sentenciado a 6 años de cárcel por desfalco (fue liberado a los dos años), a los 16 años se embarcó en un velero alemán que se dirigía a Chile por el estrecho de Magallanes. Navegó por los 7 mares durante unos 20 años, siendo además traficante de armas y alcohol, formando parte de la Rum Row.

## Obra
Jean Ray también escribió bajo otros pseudónimos (como el de John Flanders) y creó una serie policial llamada Harry Dickson (El canto del vampiro, La banda de la araña, La calle de la Cabeza Perdida, El vampiro de los ojos rojos...), comparada a una especie de Sherlock Holmes estadounidense.

### Novela
- Su novela más famosa, Malpertuis, relata la vida dentro de una casa gobernada por un moribundo millonario a cuyo fallecimiento, su testamento provoca cambios insospechados entre sus familiares y cercanos. Ambientes claustrofóbicos, pasión y terror, se conjugan en un delirante final inesperado y fantástico. Fue llevada al cine en 1971 por Harry Kümmel y protagonizada por Orson Welles en el papel de Cassavius.

### Cuentos
- Los veinticinco mejores relatos negros y fantásticos. Se trata de una colección de cuentos breves cuyo común denominador es la ficción, el misterio, terror y suspenso. Sin duda, de Kremer, logra plasmar en el papel ambientes a veces sórdidos, pero en otras ocasiones normales, en donde las circunstancias y hechos relatados, ciernen sobre sus personajes la tragedia, narrada de una forma cautivante y detallista. Sin duda, su vida aventurera contribuyó en gran medida en su estilo, caracterizado por desenvolverse en escenarios diversos.
- Los últimos cuentos de Canterbury. En ellos Jean Ray intenta un homenaje a Geoffrey Chaucer, autor de la obra homónima, imitando su estilo, pero con un aire moderno dado por el motivo de la congregación de inefables personajes y por sus historias fantásticas.

- La segunda selección de historias de terror, misterio y fantasía de Ediciones Acervo contiene los relatos La historia del Wulkh, David Stone, El último viajero y Mr. Gless cambia de dirección traducidos al español.[1]